# 7e étape du Tour de France 2018
Pour un article plus général, voir Tour de France 2018.
La 7e étape du Tour de France 2018 se déroule le vendredi 13 juillet 2018 de Fougères à Chartres, sur une distance de 231 kilomètres. Elle est remportée au sprint par le coureur néerlandais Dylan Groenewegen, de l'équipe LottoNL-Jumbo. Le Belge Greg Van Avermaet (BMC) garde le maillot jaune.

## Résultats

### Classement de l'étape
| Classement de la 7e étape | Classement de la 7e étape | Classement de la 7e étape | Classement de la 7e étape | Classement de la 7e étape |
|                           | Coureur                   | Pays                      | Équipe                    | Temps                     |
| ------------------------- | ------------------------- | ------------------------- | ------------------------- | ------------------------- |
| 1er                       | Dylan Groenewegen         | Pays-Bas                  | Lotto NL-Jumbo            | en 5 h 43 min 42 s        |
| 2e                        | Fernando Gaviria          | Colombie                  | Quick-Step Floors         | + 0 s                     |
| 3e                        | Peter Sagan               | Slovaquie                 | Bora-Hansgrohe            | + 0 s                     |
| 4e                        | Arnaud Démare             | France                    | Groupama-FDJ              | + 0 s                     |
| 5e                        | Christophe Laporte        | France                    | Cofidis                   | + 0 s                     |
| 6e                        | John Degenkolb            | Allemagne                 | Trek-Segafredo            | + 0 s                     |
| 7e                        | Daryl Impey               | Afrique du Sud            | Mitchelton-Scott          | + 0 s                     |
| 8e                        | André Greipel             | Allemagne                 | Lotto-Soudal              | + 0 s                     |
| 9e                        | Andrea Pasqualon          | Italie                    | Wanty-Groupe Gobert       | + 0 s                     |
| 10e                       | Mark Cavendish            | Royaume-Uni               | Dimension Data            | + 0 s                     |
| modifier                  |                           |                           |                           |                           |

### Points attribués
| Sprint intermédiaire Berd'huis (km 168) | Sprint intermédiaire Berd'huis (km 168) | Sprint intermédiaire Berd'huis (km 168) | Sprint intermédiaire Berd'huis (km 168) | Sprint intermédiaire Berd'huis (km 168) |
| --------------------------------------- | --------------------------------------- | --------------------------------------- | --------------------------------------- | --------------------------------------- |
|                                         | Coureur                                 | Pays                                    | Équipe                                  | Point(s)                                |
| 1er                                     | Laurent Pichon                          | France                                  | Fortuneo-Samsic                         | 20                                      |
| 2e                                      | Fernando Gaviria                        | Colombie                                | Quick-Step Floors                       | 17                                      |
| 3e                                      | Peter Sagan                             | Slovaquie                               | Bora-Hansgrohe                          | 15                                      |
| 4e                                      | Alexander Kristoff                      | Norvège                                 | UAE Emirates                            | 13                                      |
| 5e                                      | Maximiliano Ariel Richeze               | Argentine                               | Quick-Step Floors                       | 11                                      |
| 6e                                      | Daniel Oss                              | Italie                                  | Bora-Hansgrohe                          | 10                                      |
| 7e                                      | Patrick Bevin                           | Nouvelle-Zélande                        | BMC Racing                              | 9                                       |
| 8e                                      | Maciej Bodnar                           | Pologne                                 | Bora-Hansgrohe                          | 8                                       |
| 9e                                      | Andrea Pasqualon                        | Italie                                  | Wanty-Groupe Gobert                     | 7                                       |
| 10e                                     | Michael Schär                           | Suisse                                  | BMC Racing                              | 6                                       |
| 11e                                     | Stefan Küng                             | Suisse                                  | BMC Racing                              | 5                                       |
| 12e                                     | Richie Porte                            | Australie                               | BMC Racing                              | 4                                       |
| 13e                                     | Edvald Boasson Hagen                    | Norvège                                 | Dimension Data                          | 3                                       |
| 14e                                     | Andrey Amador                           | Costa Rica                              | Movistar                                | 2                                       |
| 15e                                     | Rory Sutherland                         | Australie                               | UAE Emirates                            | 1                                       |
| modifier                                |                                         |                                         |                                         |                                         |

| Arrivée d'étape Chartres (km 231) | Arrivée d'étape Chartres (km 231) | Arrivée d'étape Chartres (km 231) | Arrivée d'étape Chartres (km 231) | Arrivée d'étape Chartres (km 231) |
| --------------------------------- | --------------------------------- | --------------------------------- | --------------------------------- | --------------------------------- |
|                                   | Coureur                           | Pays                              | Équipe                            | Point(s)                          |
| 1er                               | Dylan Groenewegen                 | Pays-Bas                          | Lotto NL-Jumbo                    | 50                                |
| 2e                                | Fernando Gaviria                  | Colombie                          | Quick-Step Floors                 | 30                                |
| 3e                                | Peter Sagan                       | Slovaquie                         | Bora-Hansgrohe                    | 20                                |
| 4e                                | Arnaud Démare                     | France                            | Groupama-FDJ                      | 18                                |
| 5e                                | Christophe Laporte                | France                            | Cofidis                           | 16                                |
| 6e                                | John Degenkolb                    | Allemagne                         | Trek-Segafredo                    | 14                                |
| 7e                                | Daryl Impey                       | Afrique du Sud                    | Mitchelton-Scott                  | 12                                |
| 8e                                | André Greipel                     | Allemagne                         | Lotto-Soudal                      | 10                                |
| 9e                                | Andrea Pasqualon                  | Italie                            | Wanty-Groupe Gobert               | 8                                 |
| 10e                               | Mark Cavendish                    | Royaume-Uni                       | Dimension Data                    | 7                                 |
| 11e                               | Rick Zabel                        | Allemagne                         | Katusha-Alpecin                   | 6                                 |
| 12e                               | Sonny Colbrelli                   | Italie                            | Bahrain-Merida                    | 5                                 |
| 13e                               | Alexander Kristoff                | Norvège                           | UAE Emirates                      | 4                                 |
| 14e                               | Thomas Boudat                     | France                            | Direct Énergie                    | 3                                 |
| 15e                               | Timothy Dupont                    | Belgique                          | Wanty-Groupe Gobert               | 2                                 |
| modifier                          |                                   |                                   |                                   |                                   |

|   | Coureur           | Pays      | Équipe         | Bonifications |
| - | ----------------- | --------- | -------------- | ------------- |
| 1 | Greg Van Avermaet | Belgique  | BMC Racing     | 3 s           |
| 2 | Stefan Küng       | Suisse    | BMC Racing     | 2 s           |
| 3 | Marcus Burghardt  | Allemagne | Bora-Hansgrohe | 1 s           |

|   | Coureur           | Pays      | Équipe            | Bonifications |
| - | ----------------- | --------- | ----------------- | ------------- |
| 1 | Dylan Groenewegen | Pays-Bas  | Lotto NL-Jumbo    | 10 s          |
| 2 | Fernando Gaviria  | Colombie  | Quick-Step Floors | 6 s           |
| 3 | Peter Sagan       | Slovaquie | Bora-Hansgrohe    | 4 s           |

### Cols et côtes
| \| Côte du Buisson de Perseigne (km 120) 4e catégorie (1,5 km à 3,9%) \| Côte du Buisson de Perseigne (km 120) 4e catégorie (1,5 km à 3,9%) \| Côte du Buisson de Perseigne (km 120) 4e catégorie (1,5 km à 3,9%) \| Côte du Buisson de Perseigne (km 120) 4e catégorie (1,5 km à 3,9%) \| Côte du Buisson de Perseigne (km 120) 4e catégorie (1,5 km à 3,9%) \| \| ------------------------------------------------------------------ \| ------------------------------------------------------------------ \| ------------------------------------------------------------------ \| ------------------------------------------------------------------ \| ------------------------------------------------------------------ \| \| \| Coureur \| Pays \| Équipe \| Point(s) \| \| 1er \| Yoann Offredo \| France \| Wanty-Groupe Gobert \| 1 \| \| modifier \| \| \| \| \| |               |        |                     |          |
| Côte du Buisson de Perseigne (km 120) 4e catégorie (1,5 km à 3,9%) |               |        |                     |          |
| | Coureur       | Pays   | Équipe              | Point(s) |
| 1er | Yoann Offredo | France | Wanty-Groupe Gobert | 1        |
| modifier |               |        |                     |          |

### Prix de la combativité
- Laurent Pichon (Fortuneo-Samsic)

## Classements à l'issue de l'étape

### Classement général
| Classement général | Classement général | Classement général | Classement général        | Classement général  |
|                    | Coureur            | Pays               | Équipe                    | Temps               |
| ------------------ | ------------------ | ------------------ | ------------------------- | ------------------- |
| 1er                | Greg Van Avermaet  | Belgique           | BMC Racing                | en 28 h 19 min 25 s |
| 2e                 | Geraint Thomas     | Royaume-Uni        | Sky                       | + 6 s               |
| 3e                 | Tejay Van Garderen | États-Unis         | BMC Racing                | + 8 s               |
| 4e                 | Julian Alaphilippe | France             | Quick-Step Floors         | + 9 s               |
| 5e                 | Philippe Gilbert   | Belgique           | Quick-Step Floors         | + 15 s              |
| 6e                 | Bob Jungels        | Luxembourg         | Quick-Step Floors         | + 21 s              |
| 7e                 | Rigoberto Urán     | Colombie           | EF Education First-Drapac | + 48 s              |
| 8e                 | Alejandro Valverde | Espagne            | Movistar                  | + 54 s              |
| 9e                 | Rafał Majka        | Pologne            | Bora-Hansgrohe            | + 55 s              |
| 10e                | Jakob Fuglsang     | Danemark           | Astana                    | + 56 s              |
| modifier           |                    |                    |                           |                     |

### Classement par points
| Classement par points | Classement par points | Classement par points | Classement par points | Classement par points |
| --------------------- | --------------------- | --------------------- | --------------------- | --------------------- |
|                       | Coureur               | Pays                  | Équipe                | Point(s)              |
| 1er                   | Peter Sagan           | Slovaquie             | Bora-Hansgrohe        | 234 points            |
| 2e                    | Fernando Gaviria      | Colombie              | Quick-Step Floors     | 203 pts               |
| 3e                    | Alexander Kristoff    | Norvège               | UAE Emirates          | 105 pts               |
| 4e                    | André Greipel         | Allemagne             | Lotto-Soudal          | 85 pts                |
| 5e                    | Dylan Groenewegen     | Pays-Bas              | Lotto NL-Jumbo        | 82 pts                |
| 6e                    | Arnaud Démare         | France                | Groupama-FDJ          | 75 pts                |
| 7e                    | Sonny Colbrelli       | Italie                | Bahrain-Merida        | 60 pts                |
| 8e                    | Andrea Pasqualon      | Italie                | Wanty-Groupe Gobert   | 56 pts                |
| 9e                    | Alejandro Valverde    | Espagne               | Movistar              | 53 pts                |
| 10e                   | Marcel Kittel         | Allemagne             | Katusha-Alpecin       | 52 pts                |
| modifier              |                       |                       |                       |                       |

### Classement du meilleur jeune
| Classement général du meilleur jeune | Classement général du meilleur jeune | Classement général du meilleur jeune | Classement général du meilleur jeune | Classement général du meilleur jeune |
|                                      | Coureur                              | Pays                                 | Équipe                               | Temps                                |
| ------------------------------------ | ------------------------------------ | ------------------------------------ | ------------------------------------ | ------------------------------------ |
| 1er                                  | Søren Kragh Andersen                 | Danemark                             | Sunweb                               | en 28 h 20 min 31 s                  |
| 2e                                   | Egan Bernal                          | Colombie                             | Sky                                  | + 27 s                               |
| 3e                                   | Pierre Latour                        | France                               | AG2R La Mondiale                     | + 2 min 17 s                         |
| 4e                                   | Magnus Cort Nielsen                  | Danemark                             | Astana                               | + 3 min 0 s                          |
| 5e                                   | Guillaume Martin                     | France                               | Wanty-Groupe Gobert                  | + 4 min 6 s                          |
| 6e                                   | Thomas Boudat                        | France                               | Direct Énergie                       | + 5 min 32 s                         |
| 7e                                   | David Gaudu                          | France                               | Groupama-FDJ                         | + 6 min 26 s                         |
| 8e                                   | Daniel Martínez                      | Colombie                             | EF Education First-Drapac            | + 9 min 22 s                         |
| 9e                                   | Stefan Küng                          | Suisse                               | BMC Racing                           | + 9 min 51 s                         |
| 10e                                  | Michael Gogl                         | Autriche                             | Trek-Segafredo                       | + 10 min 4 s                         |
| modifier                             |                                      |                                      |                                      |                                      |

### Classement du meilleur grimpeur
| Classement du meilleur grimpeur | Classement du meilleur grimpeur | Classement du meilleur grimpeur | Classement du meilleur grimpeur | Classement du meilleur grimpeur |
| ------------------------------- | ------------------------------- | ------------------------------- | ------------------------------- | ------------------------------- |
|                                 | Coureur                         | Pays                            | Équipe                          | Point(s)                        |
| 1er                             | Toms Skujiņš                    | Lettonie                        | Trek-Segafredo                  | 6 points                        |
| 2e                              | Sylvain Chavanel                | France                          | Direct Énergie                  | 4 pts                           |
| 3e                              | Dion Smith                      | Nouvelle-Zélande                | Wanty-Groupe Gobert             | 4 pts                           |
| 4e                              | Lilian Calmejane                | France                          | Direct Énergie                  | 3 pts                           |
| 5e                              | Daniel Martin                   | Irlande                         | UAE Emirates                    | 2 pts                           |
| 6e                              | Yoann Offredo                   | France                          | Wanty-Groupe Gobert             | 1 pt                            |
| 7e                              | Kévin Ledanois                  | France                          | Fortuneo-Samsic                 | 1 pt                            |
| 8e                              | Anthony Perez                   | France                          | Cofidis                         | 1 pt                            |
| 9e                              | Pierre Latour                   | France                          | AG2R La Mondiale                | 1 pt                            |
| 10e                             | Jack Bauer                      | Nouvelle-Zélande                | Mitchelton-Scott                | 1 pt                            |
| modifier                        |                                 |                                 |                                 |                                 |

### Classement par équipes
| Classement par équipes | Classement par équipes | Classement par équipes | Classement par équipes |
|                        | Équipe                 | Pays                   | Temps                  |
| ---------------------- | ---------------------- | ---------------------- | ---------------------- |
| 1re                    | Quick-Step Floors      | Belgique               | en 85 h 38 min 2 s     |
| 2e                     | BMC Racing             | États-Unis             | + 8 s                  |
| 3e                     | Sky                    | Royaume-Uni            | + 1 min 50 s           |
| 4e                     | Bahrain-Merida         | Bahreïn                | + 3 min 56 s           |
| 5e                     | Movistar               | Espagne                | + 4 min 1 s            |
| 6e                     | Mitchelton-Scott       | Australie              | + 5 min 4 s            |
| 7e                     | Sunweb                 | Allemagne              | + 5 min 10 s           |
| 8e                     | AG2R La Mondiale       | France                 | + 5 min 13 s           |
| 9e                     | Astana                 | Kazakhstan             | + 5 min 36 s           |
| 10e                    | Bora-Hansgrohe         | Allemagne              | + 6 min 33 s           |
| modifier               |                        |                        |                        |

## Abandon(s)
Aucun coureur n'a abandonné au cours de l'étape.